# Sebastian Bucur
Sebastian Bucur (sinh ngày 10 tháng 12 năm 1996) là một cầu thủ bóng đá người România thi đấu ở vị trí hậu vệ cho Știința Miroslava